# Rebecka Hemse
Ingrid Rebecka Elisabet Hemse (født 4. august 1975) er en svensk skuespillerinde. Hun er bedst kendt for sin rolle som Inger i tv-serien Beck.
Hemse har også medvirket i spillefilmen Kærlighed på film fra 2007, der er instrueret af Ole Bornedal.

## Udvalgt filmografi
- Sökarna (1993)
- Radioskugga (tv-serie, 1995-1997)
- Beck (tv-serie, 1997-2023)
- Happy End (1999)
- God jul (kortfilm, 1999)
- Judith (tv-serie, 2000)
- Musik for bryllup og begravelser (2002)
- FOX Grønland (tv-serie, 2003)
- Detaljer (2003)
- Tagkammeraterne (tv-serie, 2006-2007)
- Kærlighed på film (2007)
- Maria Wern (tv-serie, 2012)
- 30 grader i februar (tv-serie, 2012)
- Sverige er fantastisk (2015)
- Frøken Frimans krig (tv-serie, 2016)
- Jordskott (tv-serie, 2017)
- Inden vi dør (tv-serie, 2017-2019)
- Mellem to krige - skæbner i Europa (tv-serie, 2018)
- Quicksand - størst af alt (tv-serie, 2019)